# Граменицкий, Михаил Иванович
Михаил Иванович Граменицкий (1882, Переславль-Залесский — 16 января 1942 года, Вырица, Ленинградская область) — русский, советский фармаколог, доктор медицинских наук (1910), профессор, один из создателей современной фармакологической школы.

## Биография
Михаил Иванович родился в 1882 году в семье земского врача Ивана Михайловича Граменицкого (1853—1882). Мать — Евдокия Михайловна Граменицкая, в девичестве Альбицкая, сестра известного патофизиолога Петра Альбицкого.
Детские годы Михаила Граменицкого прошли в Фёдоровской слободе Переславля, затем он поехал учиться во Владимирскую гимназию.
В 1907 году окончил Императорскую Военно-медицинскую академию и по конкурсу был оставлен
в лаборатории академика Николая Павловича Кравкова, крупного фармаколога, став его учеником и ближайшим помощником.
В 1910 году он защитил диссертацию на степень доктора медицины
и был командирован Академией в Гейдельбергский университет Германии на два года для усовершенствования. В фармакологической лаборатории профессора Вальтера Штрауба молодой врач Граменицкий выполняет три научных работы и публикует их в немецких медицинских журналах.
В Первую мировую войну он — полковой врач в действующей армии. Был награждён офицерским Георгиевским крестом и орденом Станислава второй степени.
В 1916 году Граменицкого отзывают из армии в Петроград для специальной работы в химическом комитете, а в конце того же года он становится организатором и первым заведующим фармакологической лабораторией медицинского факультета Пермского университета. Фармакологическая лаборатория в те годы занимала всего две комнаты в корпусе на Заимке в помещении кафедры физиологии. В связи с болезнью, в 1921 году он был вынужден перейти на работу в Ярославский университет, на должность заведующего кафедрой фармакологии.
C 1925 года и до конца жизни Михаил Иванович работал во втором Ленинградском медицинском институте, возглавляя кафедру фармакологии. Его научные труды были посвящены фармакологическим, биохимическим и экспериментально-методическим вопросам. Граменицкий — автор около 60 крупных исследований в области биохимии, фармакологии и физиологии, а также в области оборонной тематики. Три учебника, написанные учёным, неоднократно переиздавались. Это «Учебник по фармакологии для медвузов», «Учебник по фармакологии для средней медицинской школы» и «Общая фармакология», которая долгое время была единственным руководством для студентов.
Под руководством профессора Граменицкого выполнена серия кандидатских и докторских диссертаций, его ученики стали крупными учёными и заняли ряд кафедр медицинских институтов. Среди них академик АМН СССР А. Г. Гинецинский, член-корреспондент АМН СССР М. Л. Беленький, профессора Н. П. Нехорошев, И. И. Северцов, С. И. Ордынский, А. А. Белоус, И. И. Стерн и другие.
Принимал активное участие в общественно-политической жизни страны: организовывал студенческие научные кружки, выступал с лекциями в Ленинградском воскресном университете для рабочих, в Домах культуры. Его статьи печатались в журналах «Человек и природа» и «Вестник знания».
В последние годы жизни Граменицкий работал преимущественно в области витальной (прижизненной) микроскопии. На базе многолетних подготовительных работ, ему удалось ввести в научный обиход новые особые методы исследования, дающие возможность впервые видеть под микроскопом работу и наблюдать жизнь некоторых
тканей и органов, и, в частности, сердца. Предложенные им методы получили распространение среди биологических лабораторий СССР и других стран. Методы Граменицкого, в частности, использовали лаборатории профессора Рубинштейна, академика Б. М. Завадовского, профессоров Лаврентьева, Насонова, Иванова, В. И. Карасика и других. Методы, предложенные М. И. Граменицким, нашли применение не только в фармакологии и физиологии, но и в гистологии, и были обобщены в монографии «Новые методы физиологических исследований и результаты их работы» (1939).
По предложению НКЗдрава СССР на основе методов Граменицкого и под его непосредственным научным руководством было создано несколько научно-учебных фильмов о жизненных явлениях в живых работающих органах, которые получили высшую оценку на XV Международном физиологическом конгрессе (1935), а также большой учебный фильм «Яды и их действие на животный организм» (1938, ЛИКИ). В 1940 году фильмы вышли в Союзкинопрокат.
Постоянно работая в Ленинграде, Граменицкий каждое лето приезжал в Переславль. С охотничьим ружьём исходил он все берега Плещеева озера и его окрестности. Был большим любителем народных песен и даже писал стихи о родном крае:

Я с вами разлучён, отеческие сени,

Ушедших дней родная колыбель.

Кто будет за меня нектар пить у сирени?

Кому споёт пастушечья свирель?

Я с вами разлучён, но мыслью и мечтою,

Поэзией стиха и грёзами любви

О, Родина, я твой, я весь с тобою.
С сыновним жаром в трепетной крови.— Граменицкий М. И. (июль 1940 г.).
Лето 1941 года семья Граменицкого встретила в Вырице — посёлке в пригороде Ленинграда у своих давних друзей — семьи провизора Владимира Томовича Томберга. В это же время в доме Томбергов (Пильный проспект, 7) жил батюшка Серафим Вырицкий. В связи с быстрым наступлением немцев, Михаил Иванович, его жена, дочь Елена и помощница по хозяйству Пашенька не смогли выехать из Вырицы и остались в зоне оккупации.
16 января 1942 года Граменицкий умер от инфаркта и голода в оккупированной Вырице.

## Семья
Жена — Альбицкая Анна Петровна (1886—1969), выпускница Бестужевских курсов (выпуск 1911—1912, группа всеобщей истории), духовная дочь отца Серафима Вырицкого.

Дети:

- Сын — Пётр Михайлович Граменицкий (1 января 1922 — 5 февраля 1977) — советский учёный-физиолог, профессор, занимался проблемами водной и космической медицины. Во время ВОВ участвовал в операциях Калининского и 3-го Украинского фронтов в звании полковник военно-медицинской службы. Награждён орденом «Красной Звезды»[12]. Похоронен в Переславле-Залесском.
- Сын — Евгений Михайлович Граменицкий (1918—1990) — доктор биологический наук, автор 30 научных трудов, в том числе монографии о прижизненной (витальной) окраске клеток и тканей позвоночных животных[3].
- Дочь — Вера Михайловна Кузьмина (урожд. Граменицкая) (1927—2004).

## Память
В Переславле по адресу улица Московская, дом 83 сохранился небольшой деревянный дом c пятью окнами на фасад, в котором проживала семья Граменицких. В 1978 году на главном фасаде дома были установлены две мемориальные доски — памяти М. И. Граменицкого и его сына — Петра.
Граменицкие — близкие родственники Альбицких, которые часто навещали этот дом. Здесь также бывали и гостили другие видные деятели отечественной науки.
Наследница Граменицких — Елена Комарова, крестница Евгения Михайловича Граменицкого — предлагала сделать в доме музей, но в настоящее время ни дом, ни сад Граменицких к историческим памятникам официально не относятся.

## Избранные труды
- Граменицкий М. И. Программа по фармакологии. Гос. институт мед. знаний. Ленинград: КУБУЧ: Касса взаимопомощи студентов ГИМЗ, 1926.
- Граменицкий М. И. Наше отношение к гомеопатии (научно-критический очерк). Ленинград: Издательство Ленингр. мед. журнала, 1927. С. 29—30.
- Граменицкий М. И. Гомеопатия. БМЭ, т. 7, Гимнастика — Готштейн. М.: Советская энциклопедия, 1929.
- Граменицкий М. И. Общая фармакология: Пособие для студентов и врачей. Ленинград; Москва: Огиз — Гос. мед. изд-во, 1931.
- Граменицкий М. И. Учебник фармакологии: Для средн. мед. школы / М. И. Граменицкий, проф. II Ленингр. мед. института. 2-е изд. Ленинград: Биомедгиз. Ленингр. отделение, 1936.
- Граменицкий М. И. Новые методы физиологического исследования и их результаты. Москва; Ленинград: Медгиз, Ленингр. отделение, 1939.
- Методические указания по фармакологии: Для заоч. обуч. медработников сред. квалификации: [По учебнику проф. М. И. Граменицкого] / Курсы заоч. подготовки к экстернатуре для фельдшеров и медсестер. Москва, 1939.
- Граменицкий М. И. Учебник фармакологии с рецептурой. 4-е изд., испр. и доп. Ленинград: Медгиз, Ленингр. отделение, 1940.
- Граменицкий М. И. Учебник фармакологии: Для медвузов: Утв. НКЗ СССР в качестве учебника для высших мед. учеб. заведений. 3-е изд., испр. и доп. Ленинград: Медгиз, Ленингр. отделение, 1941.